# Sollevamento pesi ai Giochi della XXXIII Olimpiade - 61 kg maschile
La gara di sollevamento pesi della categoria fino a 61 kg maschile dei Giochi della XXXIII Olimpiade di Parigi si è svolta il 7 agosto 2024 presso il Paris Expo Porte de Versailles. La competizione è stata vinta per la seconda volta consecutiva dal cinese Li Fabin, mentre l'argento e il bronzo sono andati rispettivamente al thailandese Silachai Theerapong e allo statunitense Hampton Morris.

## Risultati
| Pos. | Atleta              | Nazionalità        | Strappo (kg) | Strappo (kg) | Strappo (kg) | Strappo (kg) | Slancio (kg) | Slancio (kg) | Slancio (kg) | Slancio (kg) | Totale |
| Pos. | Atleta              | Nazionalità        | 1            | 2            | 3            | Risultato    | 1            | 2            | 3            | Risultato    | Totale |
| ---- | ------------------- | ------------------ | ------------ | ------------ | ------------ | ------------ | ------------ | ------------ | ------------ | ------------ | ------ |
|      | Li Fabin            | Cina               | 137          | 140          | 143          | 143          | 167          | 167          | 172          | 167          | 310    |
|      | Theerapong Silachai | Thailandia         | 127          | 130          | 132          | 132          | 167          | 169          | 171          | 171          | 303    |
|      | Hampton Morris      | Stati Uniti        | 122          | 125          | 126          | 126          | 168          | 172          | 178          | 172          | 298    |
| 4    | Aniq Kasdan         | Malaysia           | 126          | 130          | 130          | 130          | 167          | 174          | 174          | 167          | 297    |
| 5    | Morea Baru          | Papua Nuova Guinea | 118          | 122          | 122          | 118          | 150          | 157          | 161          | 161          | 279    |
| 6    | Shota Mishvelidze   | Georgia            | 114          | 121          | 128          | 121          | 125          | 135          | 150          | 135          | 256    |
| 7    | Kaimarui Erati      | Kiribati           | 95           | 100          | 100          | 100          | 120          | 120          | 124          | 120          | 220    |
| —    | Ivan Dimov          | Bulgaria           | 134          | 134          | 135          | —            | —            | —            | —            | —            | —      |
| —    | Eko Irawan          | Indonesia          | 135          | 135          | 139          | 135          | 162          | 162          | 165          | —            | —      |
| —    | Sergio Massidda     | Italia             | 132          | 134          | 134          | —            | —            | —            | —            | —            | —      |
| —    | Trịnh Văn Vinh      | Vietnam            | 128          | 128          | 128          | —            | —            | —            | —            | —            | —      |
| —    | John Ceniza         | Filippine          | 125          | 125          | 125          | —            | —            | —            | —            | —            | —      |